# Gia (Ladaque)
Gia ou Gya é uma aldeia do sudeste do Ladaque, noroeste da Índia. Pertence ao distrito de Lé, tehsil de Lé e ao bloco de Kharu. Em 2011 tinha 658 habitantes, 45,7% do sexo masculino e 54,3% do sexo feminino.
A aldeia situa-se numa garganta cavada pelo rio Gia, entre o vale do Indo e o passo de Taglang La, na estrada Manali–Lé. Acima da aldeia e da garganta há uma gompa (mosteiro budista tibetano).